# 안녕, 절망선생의 등장인물 목록
다음은 《안녕, 절망선생》의 등장인물 목록이다. 이름 중 대부분은 그 인물의 성격이나 행동 등을 나타내는 일본어 표현을 적당히 바꾼 것이다.

## 이토시키 가문(糸色 家)
이토시키 노조무(糸色 望)
성우 : 카미야 히로시
주인공이며 고등학교 교사로, 담당 과목은 일본어이다. 이토시키 가(家)의 4남. 이름 중에서 이토시키(糸色)를 이루는 두 한자를 붙여 쓰면 절망(絶望)이 되기 때문에 "절망 선생님"이라고 불린다. 자신이 담당하는 학생들에게도 상당히 정중한 존댓말을 사용하지만, 화낼 때는 가끔 반말을 한다. 편집증적이며, 우울증이 있고, 만성적 자살 충동을 가진 부정적인 성격의 사람이다. 그러나 그런 성격에도 불구하고 여자들에게 인기가 많으며, 특히 2학년 헤반 학생들은 대부분이 이토시키 노조무를 사모하고있다. 매사에 부정적으로 생각해, 언제나 여행용 가방에 수면제, 로프, 연탄등을 구비해 자살을 준비하지만 실제로 실행하는 경우는 거의 없으며, 성공한 경우도 한번도 없다. 일본 전통복을 맘에 들어해, 늘 기모노와 하카타를 입는다. 담당과목은 국어이며, 학창시절에 동인지를 냈을정도로 재능과 흥미가 있는 듯 하다. 사고방식과 어투로 추측하건데, 다자이 오사무의 영향을 많이 받은듯 하다. 학생들에게 사랑을 많이 받는데 비해, 본인은 자신의 또래 여성을 좋아하는듯 하다. 특히 이웃집 여대생을 좋아한다. 얼굴은 어렸을 때 여자아이로 착각한 사람이 많았을 정도로 반반하며, 둥근 안경을 썼다. 목소리도 아주 좋은 편이다. 키는 181cm 이고 생일은 11월 4일이다 (원작기준).
이토시키 린(糸色 倫)
성우 : 야지마 아키코
노조무의 여동생으로, 이토시키 가의 막내. 17세에 3000명의 제자를 거느리고 있는 이토시키 류 꽃꽂이 사범. 이토시키를 붙여 쓰면 절륜(絶倫)이 된다. 미코토처럼 이어서 읽으면 이성을 잃는다. 노조무의 집에 머물면서 어설프게 서민체험을 실시하거나 요상한 이토시키 가(家)의 전통을 실시하기도 하지만 항상 곤욕을 치른다. 철없는 부잣집 독녀답게 금전감각이 적고, 동급생과 대화할때도 늘 상부하달적인 어투로 대화한다. 전용 연습장이 있을 정도로 일본도와 검술에 많은 관심을 가지고있으나, 실력의 유무는 언급되지 않았다. 등장 장면은 늘 뒷모습부터 등장한다. 출석번호 32번.
이토시키 마지루(糸色 交)
성우 : 야지마 아키코
에니시의 장남으로, 노조무의 조카. 이름을 연결해서 읽으면 절교(絶交). 친가와 아버지가 절연상태라 본가와의 관계가 미묘하지만, 노조무나, 린에게 특별히 그런 취급은 받지 않는다. 게다가 양부모와 떨어져있어서, 숙부인 노조무에게 몸을 의지하고 있다. 나이는 5세 즈음으로, 어린 나임에 불구하고 타인에게 거만하다. 어린애를 집에 혼자두면 위험하다는 이유로, 이토시키 노조무가 근무중일때는 숙직실에 있는다. 때문에, 코모리 키리랑 친하다. 2학년 헤반 학생들의 사랑을 듬뿍받고 있으나, 종종 학생들에 의해 트라우마를 만들어오곤 한다.
이토시키 히로시(糸色 大)
이토시키 가의 당주로, 지역 선출 국회의원. 연결해서 읽으면 절대(絶大). 재밌는 일을 매우 좋아하고, 호쾌한 성격.
이토시키 타에(糸色 妙)
이토시키 히로시의 아내로, 요리 선생님이다. 아직 책에서도 자세하게 나오지 않는다. 연결해서 읽으면 절묘(絶妙).
이토시키 에니시(糸色 縁)
이토시키 가 5남매의 장남으로, 이름 그대로 그의 아버지인 히로시와 절연(絶緣) 상태이다. 사람들에게 절연 선생님이라 불린다. 직업은 변호사. 본편 내에서는 마지루가 실종됐을 때 첫 번째 발견자였고, 크리스마스 날 세계산타대장 결정전에서 우승한 경력도 있다.
이토시키 케이(糸色 景)
성우 : 코야스 타케히토
이토시키 가 5남매의 차남으로, 화가. 화실인 《景》을 가지고 있다. 방의 얼룩을 "유카"(由香)라 부르며 아내로 여겼으나, 재혼하였다. 연결해서 읽으면 절경(絶景)으로, 절경 선생님이라고 불린다. 자기만의 세계에 빠져있어 자신이 생각해낸 신이 유일신이라 믿고, 괴상한 약을 만들어 사람들에게 권하거나 이상한 무술을 보급하려한다. 또한, 현대미술과 주술, 종교에 유난히 밝으며, 이토시키 노조무와 사교퇴치를 한적도 있다. 그가 그린 그림은 보통 사람은 아무도 알 수 없다. 이토시키 가 5남매 중 유일하게 긍정적인 성격.
이토시키 미코토(糸色 命)
성우 : 카미야 히로시
이토시키 가의 3남으로, 의사. 이토시키 의원을 개업하였다. 이름을 이어서 읽으면 절명(絶命)이 되어 절명 선생님이라고도 불리는데, 絶命은 문자 그대로 목숨이 끊어짐을 뜻하기 때문에 의사로서는 죽어도 안 어울리는 매우 불길한 이름이라 이토시키 의원을 찾는 환자는 적은 편이다. 하지만 노조무가 재직중인 고등학교에 예방접종을 하러오고, 바이러스 연구조직의 일원으로 밝혀지는등 의사로써의 자질은 뛰어난것으로 추측된다. 평소 이지적이고 온화한 성격이지만, 이름에 컴플렉스를 갖고 있어 절명 선생님이라 불리면 노조무나 린처럼 이성을 잃는다. 노조무에게 자주 차이고 무시당하는 모습으로 나온다. 노조무와 마찬가지로, 어렸을 때 여자아이로 착각받은 적이 있다.

## 학생
다음은 2학년 헤반의 출석번호이다. 비어있는 칸은 현재까지 알려지지 않은 학생들이다.
| 번호 | 이름                 | 성별 |
| ---- | -------------------- | ---- |
| 1    | 아오야마             | 남   |
| 2    |                      |      |
| 3    | 우스이 카게로        | 남   |
| 4    |                      |      |
| 5    | 다나카 이치로        | 남   |
| 6    |                      |      |
| 7    | 스즈키 소노코        | 남   |
| 8    | 키노 쿠니야          | 남   |
| 9    | 쿠도 쥰              | 남   |
| 10   | 키요히코             | 남   |
| 11   | 세키우츠 타로        | 남   |
| 11   | 세키우츠 마리아 타로 | 여   |
| 12   |                      |      |
| 13   | 하가                 | 남   |
| 14   | 후우라 카후카        | 여   |
| 15   | 오쿠사 마나미        | 여   |
| 16   | 오오라 카나코        | 여   |
| 17   | 오토나시 메루        | 여   |
| 18   | 카가 아이            | 여   |
| 19   |                      |      |
| 20   | 키츠 치리            | 여   |
| 21   | 키무라 카에레        | 여   |
| 22   | 코부시 아비루        | 여   |
| 23   | 코모리 키리          | 여   |
| 24   |                      |      |
| 25   | 츠네츠키 마토이      | 여   |
| 26   | 네즈 미코            | 여   |
| 27   | 히토 나미            | 여   |
| 28   | 후지요시 하루미      | 여   |
| 29   | 마루이               | 여   |
| 30   | 마루우치 쇼코        | 여   |
| 31   | 미타마 마요          | 여   |
| 32   | 이토시키 린          | 여   |

### 여학생

#### 2학년 헤반
후우라 카후카(風浦 可符香, 필명)
성우 : 노나카 아이
세상의 모든 일을 너무나도 긍정적으로 해석하지만, 음흉한 모습을 드러내기도 한다. 우선은 이토시키 노조무의 폭주를 막아내는 역할이였지만, 후반부로 갈수록 가방안에 돈이 가득하다거나, 늘 연장과 점화기를 소지하고 다니는등 점점 흑막같은 행동이 보이며 작품내에서 대부분의 설정을 의식하지 않은 초월적 존재로 활동한다. 집안이 불행한 것이 나오는 예시가 자주 있었으며 아버지는 자살을 시도했고, 어머니는 악령에 씌이는 등 가족관계도 좋지 않으며, 아버지 사업이 잘 안돼 빚쟁이들로부터 쫓겨 전국을 돌아다닌 흔적도 찾을 수 있다. 그 외에 여러 가지 작가의 암시를 통해 불안정한 과거를 보낸걸로 추측되며, 자신 또한 자살을 시도한듯한 흔적도 쉽게 찾을 수 있다. 또한 우주인과 초자연적인 현상을 맹신하며, 포로로카 성인과 자신이 생각해낸 창조주들이 실제한다고 믿고있다. 자신 또한 다른 사람의 여려진 마음을 파고들어 '종교 비슷한 것'을 자주 만들어 낸다. '후우라 카후카'라는 이름은 어디까지나 펜네임(필명)이라는 설정으로 '프란츠 카프카'에서 이름을 따온 것으로 짐작되며 여러 가지 집필 및 창작활동에 필명으로 참여한다. 자신의 창작물에 반드시 꼬리모양 싸인을 그린다. 본명은 아직 정확히 알 수 없지만, 빨간머리 앤(아카기노 안)에서 따온 아카기 안(赤木 杏)으로 추정된다. 단행본 17권 표지에도 등장한다. 출석번호 14번.
키츠 치리(木津 千里)
성우 : 이노우에 마리나
무엇이든지 확실하고 정확하게 맞아 떨어져야만 만족한다. 머리스타일이 정 중앙에서 갈라진 5대5 가르마이지만, 사실은 상당한 곱슬머리라 매일 아침 열심히 펴고 나온다. 반장이 아니지만 행동 때문에 반장으로 오해받는다. 잔혹한 일면이 있으며 어느샌가부터 경이적인 신체능력과 살상능력을 가지게 되었으며, 거대화 하고 분신이 생기는 등 사실상 설정을 의식하지 않는 초월적인 캐릭터로 등장한다. 삽을 주로 사용하며, 거의 모든때에 들고 다닌다. 꼼꼼한 성격이라 학업도 확실한 편이며, 특히 공산주의나 혁명, 전쟁등의 분야에 이상할 정도로 밝다. 다도부의 부장이기도 하다. 키우는 개의 이름은 하즈메. 이름은 '딱 맞아 떨어지는 모습'을 뜻하는 '킷치리'(きっちり)의 변형이며, 실은 키츠 치리의 부모님이 토메, 미라쿠루라는 별명중에서 고민하다가 키츠 치리라는 제 3의 선택을 한 것이다. 생일은 6월 15일이고 신체정보는 가슴둘레 75cm(실제로는 나이프를 넣어놓기 때문에 좀 더 커보인다.), 신장 158cm이고 체중 45kg이다. 단행본 23권 표지에도 등장한다. 출석번호 20번.
히토 나미(日塔 奈美)
성우 : 신타니 료코
보통소녀. 다른 학생들에 비해 지극히 평범하다. 이름은 '보통 수준'을 뜻하는 일본어 표현 '히토나미'(人並み)에서 나왔다. 원래 학교에 나오지 않는 부등교아였으나, 아무도 자신에게 관심을 가져주지 않아 스스로 등교한다. 라면과 먹을것을 무척 좋아하며, 애플의 제품을 애용한다. 말버릇은 '평범하다고 말 하지 마!'이지만, 실제로 평범하다. 본편내에서는 자신이 필요한 물품을 사기위해 아르바이트를 하거나, 방학 숙제를 하기전에 먼저 계획부터 짜거나, 방학때 너무 많이 먹어 살이 찌는등, 다른 본편의 등장인물에 비해 극히 정상 적인 인물로 묘사된다. 그러나 후반부로 갈수록 점점 불쌍한 역할만 맡고있으며, 히토 나미의 아버지도 조금 불안정한 상태인 것 같다. 작가에 의하면, "나미는 원래 이런 설정의 학생이 아니였는데 신타니 료코씨가 성우를 하자 이렇게 되었다."와 "나미는 원래 계획단계에서는 주인공이였다"라는 뒷이야기도 있다. 생일은 1월 23일. 출석번호 27번.
코부시 아비루(小節 あびる)
성우 : 고토 유코
동물의 꼬리를 잡아당기는 것을 좋아하며, 그로 인해 동물들에게 공격당해 몸에 상처가 많다. 그 상처투성이의 모습을 보고 주변 사람들은 아비루가 아버지로부터 학대당하고 있다고 생각한다. 한쪽눈은 어렸을 때 다쳐서 각막이식을 받았다. 또한, 분위기에 비해 굉장히 몸이 둔하며 운동을 못한다. 본편내에서는 상당히 매우 쿨하고 섹시한 성격의 소유자이며 말투 또한 공격적이고 직설적이다. 그러나, 이토시키 노조무의 그림자 무사에 의해, 노조무에게 호감을 느끼고 있으며, 이토시키 노조무를 대할때만 말투가 조금 유해진다. 꼬리를 매우좋아해, 평소에 성격에 비해 꼬리를 보면 정신을 못차리고 좋아한다. '코부시 아비루'가 '몰매를 맞다'라는 의미의 일본어 관용어인 데서 이름을 따왔다. 생일은 9월 17일이며 신장은 164.2cm으로 반의 여학생중에서 두 번째로 크다. 체중은 39.5kg이다. 시력은 양쪽눈 다 2.0(원작 기준). 출석번호 22번.
세키우츠 마리아 타로(関内・マリア・太郎)
성우 : 사와시로 미유키
불법체류자. 안 좋은 나라에서 컨테이너 속에 숨어들어 밀입국 해왔다. 본디 마리아 라는 이름을 가진 여자아이지만 세키우츠 타로라는 이름의 남학생으로부터 학생증을 구입해서 그 이름으로 학교를 다니고 있다. 가난한 나라 출신이라 식탐이 많으며, 팬티와 신발을 착용하면 기분나빠하기 때문에, 평소에는 입고있지 않는다. 눈과 귀가 매우 좋으며, 몸도 아주 유연하고 민첩하다. 동물로써의 육감도 보유하고 있는 것으로 추측된다. 본편내에서는 어린이의 천진난만한 성격을 갖고있기 때문에, 어른들이 하기힘든말을 대신 말해주는 역할도 맡고있다. 특히 한국을 비하하는 발언을 한적 있기에, 대한민국 내에서는 평판이 좋지 않다. 일본어로 세키우츠는 '자리를 팔다'라는 뜻이다. 단행본 24권 표지에도 등장한다. 출석번호 11번.
츠네츠키 마토이(常月 まとい)
성우 : 사나다 아사미
스토커. 좋아하는 사람을 계속 쫓아다니다가 경찰에 체포되기도 한다. 좋아하는 사람에 따라 성격이나 겉모습이 달라진다. 최근에는 이토시키 노조무를 스토킹하고 있다. 몰래 노조무의 침대 밑에 숨어들거나, 혼인신고를 위조해서 내는 등, 늘 노조무를 쫓아 다른 여자아이들과 대립하는 장면이 많다. 특히 본편의 등장인물 코모리 키리와 심한 대립관계에 있다. 서로에게 자신의 존재를 어필하는등 이토시키 노조무를 차지하기 위해 치열하게 싸운다. 후반부로 가면 전봇대를 무기로 사용하는 신체능력을 보여주며, 헤어스타일은 헬멧 대용으로 사용할 수 있는 듯 하다. 본편내에서는 숨은그림찾기처럼 곳곳에 숨어있기도 한다. 츠네는 '평소에' 혹은 '늘상', 츠키마토우는 '늘 따라다니다'라는 뜻이 있다. 합쳐서 '항상 따라다니기'라는 뜻으로 보인다. 단행본 19권 표지에도 등장한다. 출석번호 25번.
코모리 키리(小森 霧)
성우 : 타니이 아스카
히키코모리. 계속 자기 방 안에 틀어박혀 학교에도 가지 않는 등교거부 학생이었다. 이토시키 노조무와 후우라 카후카의 가정방문을 계기로 학교에 나왔으나, 이후 학교에 틀어박혀 집에도 가지 않는(귀가거부) 학생이 되었다. 최근, 이토시키 마지루와 같이 남매처럼 지내고 있다. 전자연(전국자시키와라시연맹, 작가가 지어낸 말. 자시키와라시는 집안에 산다고 전해지는 복을부르는 일본의 정령. 한국의 터줏대감의 개념과 비슷하다)의 회원이며, 이토시키 노조무를 위해 요리를 배우는 모습도 볼 수 있다. 좋아하는 옷은 트레이닝 복. 그 외에는 가끔 교복을 입니다. 기본적으로 귀가거부 학생이지만, 학교내에서는 비교적 자유롭게 나다니는 편이고, 수학여행때 버스에 타고있는 등 밖으로 가끔 나올때도 있다. '틀어박히다'라는 뜻의 '코모루(隱る)'에 한정(~만, ~뿐)의 의미를 갖는 구어적 표현의 ~きり가 결합한 '코모리키리'(틀어박혀있기만 하다)와 동음. 단행본 18권 표지에도 등장한다. 출석번호 23번.
후지요시 하루미(藤吉 晴美)
성우 : 마츠키 미유
야오이를 좋아하는 동인녀이자, 귀애호가. 보통사람 이상의 균형감각과 다리힘을 갖추는등 육체능력이 상당히 뛰어나며, 특히 스포츠 실력이 뛰어나다. 때문에 각종 스포츠 관련 동아리에서 초청이 오나, 자신은 만화를 그리는 것을 좋아하기 때문에 참여하지 않는다. 안경의 도수는 낮으며, 사실 안경으로써의 기능보다는 구속구의 기능으로 사용하고 있다. 키츠 치리와는 어렸을 때부터 오랜 친구사이다. 오빠가 3명있으나 3명 다 자신과 같은 오타쿠이다. 평소에는 얌전한 성격이나, 자신의 부끄러운 면을 들키면 사납게 돌변한다. 작가의 전작인 제멋대로 카이조의 등장하는 여자 오타쿠 '칸자키 미치코'의 영향으로 오타쿠가 된듯 하다. 또한 코스프레에도 참여한다. 이름인 하루미는 80년대에 코믹 마켓이 개최되었던 도쿄국제견본시회장이 위치한 도쿄 하루미(晴海)에서 따온 것이며, 성인 후지요시는 '동인녀'를 뜻하는 일본어 '후죠시(腐女子)'에서 따왔다. 출석번호 28번.
오토나시 메루(音無 芽留)
성우 : 사이토 치와(2기 6화 대사, 3기 5화 일러스트 수록)
문자 메시지로만 다른 사람과 이야기한다. 메루는 '메일'(일본에서는 휴대전화 문자도 메일이라고 한다)의 일본식 발음이다. 초등학생 시절의 트라우마때문에, 실제로 소리내어 말하지는 못하고, 글도 못쓰지만, 실은 굉장한 독설가이다. 휴대폰을 사용하지 않으면 상당히 불안해하며, 못쓰게되면 폭주하기 때문에 늘 수십개의 배터리를 항상 들고다닌다. 실제로 문자메시지 이외의 남과 소통하는 것은 극히 적다. 누르면 귀여운 소리가난다. 아버지가 굉장한 부자라, 가정형편은 상당히 부유한 편이다. 오토나시(音無し, 소리 없는)라는 뜻에서 소리(말)없이 메일만 보내는 캐릭터의 행동을 표현하는 이름이다. 또, 메루의 독설메일을 받으면 정신적인 충격에 의해 답장조차 하지 못하기 때문에, 응답없는 메일(応答無しメ―ル)이라는 이름이기도 하다. 단행본 22권 표지에도 등장한다. 출석번호 17번.
키무라 카에레(木村 カエレ)
성우 : 코바야시 유우
외국에서 돌아온 귀국자녀이며, 부모님 중 한명이 외국인이다. 짙은 갈색눈(애니메이션에서는 푸른색의 눈)에 금발이며, 다른 학생들에 비해 발육이 빠르다. 또한 다중인격을 갖고 있다. 그 중 하나는 전통적인 얌전한 일본 여성이며, 다른 하나는 사소한 일로도 고소하겠다며 위협하는 외국인이다. 일본 여성의 인격일 때의 이름은 카에데(カエデ). 일본에 있을 때에는 외국인 취급을 받고, 외국에 나가서는 일본으로 돌아가라(카에레/帰れ)며 이지메를 당하여 각각의 사회에 맞추기 위한 노력을 한 것이 극단적으로 다중인격자가 되었다. 분위기에 비해 상당히 노래를 못한다. 팬티가 자주 보이는 캐릭터이기도 하다. 교복을 입지 않고 사복을 입는다. 단행본 21권 표지에도 등장한다. 출석번호 21번.
- 키무라 카에데

일본의 사회문화에 맞추기위해 정체성이 혼란된 카에레가 만들어낸 조신한 일본 여성의 성격. 이토시키 노조무를 좋아한다.
- 키무라 카에로

강한 공격성을 띄고있는 보스니아 출신의 성격.
- 키무라 카에루나

남녀평등을 주장하는 프랑스 출신의 성격.
- 키무라 카에바나
- 키무라 카에루베시
- 키무라 카에리나
- 키무라 카에보보
- 키무라 카에렛타

카가 아이(加賀 愛)
성우 : 고토 사오리
모든 일에 있어 자신이 가해자라고 생각하는 가해망상 환자이다. 남에게 피해를 주지 않으려는 일본인들의 성격적 특성이 극단적으로 강조된 캐릭터이다. 자신이 등장하면 인기가 떨어질거라 생각해, 비교적 늦게 본편에 등장하였으며, 친절하나 다른사람에게 부담을 주지 않으려는 성격때문에 오해를 사기도 한다. 게를 좋아한다. 얼굴에 눈물점을 포함해 온몸에 점이 57개가 있으며, 가끔 점이없을 때도 있다. 단단한 머리의 소유자. 전화번호는 090 - 5100 - XXXX '가해(加害)'를 일본어로 '카가이'라고 읽는 데서 이름을 따왔다. 출석번호 18번.
미타마 마요(三珠 真夜)
성우 : 타니이 아스카
겉보기에는 사악하게 생겼지만, 사람들은 미타마가 실제로는 착한 아이일 거라고 생각하지만 실제로는 사악하다. 좋아하는 사람을 괴롭히고 싶어하기 때문에 노조무를 공격하기도 한다. 하지만 키보드를 칠줄 아는등 본편내에서는 의외로 소녀적인 일면도 보여준다. 이름의 어원은 '겉보기 그대로'라는 뜻의 일본어 '미타마마요(見たままよ)'. 출석번호 31번.
코토논(ことのん)
성우 : 사와시로 미유키
인터넷 아이돌. 고쓰로리 의상을 주로 입는다. 실제로는 못생겼지만 포토샵으로 편집한 사진으로 인터넷에서 상당한 인기를 끌고 있다. 출석번호는 알려지지 않았다.
오오라 카나코(大浦可奈子)
성우 : 타카가키 아야히/사나다 아사미(2기 7화)
너그러운 아이. 모든것이 느긋해 말하는 것이 느리며 지각을 자주한다. 치마지퍼를 잠그지 않는 등, 둔한면이 있지만 필기는 확실히 해놓고 성적도 상위권에 속하는 것으로 보아 속은 야무진것으로 추측된다. 너그러운 아이(大らかな子)와 발음이 같다. 출석번호 16번.
네즈 미코(根津美子)
성우 : 네야 미치코
네즈 미코(根津美子).흔히말하는 다단계 장사를 한다.간단히 말해 피라미드상술. 쥐가 새끼 치듯이 불어나는 이익(ネズミ講: 네즈미 코우)와 발음이 비슷하다. 출석번호 26번.
마루우치 쇼코(丸內翔子)
성우 : 호리에 유이
마루우치 쇼코(丸內翔子).네즈 미코(根津美子)와 함께 피라미드식 장사를 한다. 시험성적이 좋다. 유래는 멀티 상법(マルチ商法: 마루치 쇼우호). 출석번호 30번.
오쿠사 마나미(大草麻菜実)
성우 : 이노우에 키쿠코
17세 주부로서 다중 채무자이고 뜨거운 모성애의 소유자이며 일반 주부들처럼 세상 물정을 몰라 당하는 순진한 모습도 보인다. 빚을 갚기위해 여러 가지 방법을 도모하지만 친절하고 밝은 성격이라 실패만한다. 양아들이 있다. 학교내에서는 도서위원이다. 유래는 주부를 뜻하는 '오쿠사마' 평범을 뜻하는 '나미'가 만나 일반 주부를 의미하는 것으로 보인다. 출석번호 15번.
마루이(丸井)
성우 : 사나다 아사미
미대를 지망하는 여학생. 동그랗게 양쪽머리를 묶은 헤어스타일을 했으며, 평범한 고등학생 소녀. 쿠니야에게 호의를 품은적이 있으며, 쥰이 불러냈을대는 고백하는 것으로 착각한적도 있다. 다도부의 부원이다. 출석번호 29번.

#### 그 외
마리아와 닮은 여자아이
성우 : 아스미 카나
작품 내 이곳저곳에 자주나오는 아이. 단행본 표지 뒤에 나온적도 있고, 이토시키 노조무의 그림자 무사(대역)을 저격한적도 있으며, 이토시키 노조무 토너먼트에서도 우승한 경력이있다. 마리아와 똑같이 주로 교복 하복을 입고있다.
하루미의 친구
머리를 앙갈래로 묶고, 주근깨가 있는 여학생. 하루미와 친하게 지낼때도 있으나, 대부분 지지하는 커플링의 차이로 다툰다. 전에 심하게 다퉈 절교한적 있었으나, 1년뒤 눈석임하여 화해한다.
미카
한쪽으로만 머리를 묶언 여학생. 페리에 의해 수영장이 열리자 이토시키 노조무에게 알린다.
다도부의 부원들
본편의 등장인물 키츠 치리, 마루이와 같이 다도부에 있었던 학생들. 본편내에서는 자주등장하나, 이름은 정확하게 알려져있지 않다.
- 산카쿠

다도부. 안경을 쓰지 않은 학생으로 추측된다.
- 세이호

다도부. 안경을 쓴 학생으로 추측된다.

### 남학생

#### 2학년 헤반
우스이 카게로(臼井 影郎)
성우 : 우에다 요우지
탈모가 진행 중이고, 이를 가리기 위해 가발을 쓰고 있다. 작중에서 가장 많이 등장하나, 가발이 벗겨지지 않으면 다들 그의 존재를 거의 눈치채지 못한다. 마조히스트에 다리 페티시즘이 있는 등, 보통사람보다 특이한 성벽을 지니고있다. 본편의 등장인물 코부시 아비루를 좋아하는 것 같다. 일본어로 눈에 띄지 않는다, 존재감이 약하다 라는 뜻으로 카게가우스이(影が薄い)라고 하는데, 여기에 주로 남자 이름에 사용되는 郞이 결합된 이름이다. 생일은 12월 24일이다. 출석번호 3번.
쿠도 쥰(久藤 准)
성우 : 미즈시마 타카히로
도서위원이자, 천재적인 스토리텔러. 책을 많이 읽으며, 이야기를 통해 모두를 감동시킬 수 있는 능력의 소유자이나, 자신은 냉정하고 유유한 성격이다. 성적도 우수한편이고, 사교성도 좋아 인기가 많다. 모든 장르의 책을 좋아하나, 새너토리엄 문학은 싫어하는 듯. 쥰쿠도 서점(ジュンク堂書店)의 창업자의 아버지 쿠도 쥰에서 이름을 따왔다. 출석번호 9번
아오야마(青山)
성우 : 스기타 토모카즈
키노와 하가와 같이 이상한 패션을 즐기는 남학생. 빨간 테의 안경을 쓰고 있다. 어떤 사건으로 2대 절망선생으로 지명된 적이 있다. 출석번호 1번.
하가(芳賀)
성우 : 미즈시마 타카히로
키노와 아오야마와 같이 이상한 패션을 즐기는 남학생. 어떤 사건으로 3대 절망선생으로 지명된 적이 있다. 출석번호 13번.
키노 쿠니야(木野 国也)
성우 : 테라시마 타쿠마
쿠도 쥰의 친구이자 도서위원으로써, 쿠도 쥰에게 일방적인 라이벌의식을 가지고 있다. 보통사람들은 이해하기 힘들법한 사복센스를 지니고 있으나, 자신은 전혀 상관하지 않는다. 또한 보기보다 감수성이 풍부하며, 본편의 등장인물 카가 아이를 좋아한다. 신주쿠의 '키노쿠니야(紀伊國屋書店 : 기노쿠니야)'라는 일본의 대형서점에서 모티브를 가져왔다. 원래는 다른반의 도서위원이였으나, 90화부터 어물쩍 헤반으로 편입했다. 출석번호 8번.

#### 그 외
전 세키우츠 타로(前・関内太郎)
성우 : 미즈시마 타카히로
원래 2학년 헤반이였던 남학생. 세키우츠 마리아 타로에게 출석번호를 팔아, 현재 돌아갈 반이없는 클래스리스(class + less 작가가 지어낸 말)의 몸이다. 박스안에서 팬티만 착용하고 있으며, 교내 복도에서 갖가지 물품들을 판다. 후반부로 갈수록 교외에서도 보인다.
낙하산 인사
문부과학성에서 2학년 헤반으로 발령받은 낙하산인사. 출석만 해도 한달의 80만엔의 월급을 받으며, 졸업과 동시에 3000만원의 퇴직금을 받는다. 다른 낙하산 인사와 다르게 반에 기여하고자 여러 가지 아이디어를 내지만, 대부분이 허황되고 무리한 것이라 받아들여지지 않는다. 작품이 진행될수록 교내에서 흡연을 하고있는 모습을 종종 볼 수 있다.
다나카 이치로
2학년 헤반의 축구부 학생. 절망순위 작성때 일본 국가대표, 세리에A등 절망적인 순위를 적어냈다. 나중에 3학년으로 진급한다.
스즈키 소노코
2학년 헤반의 오타쿠학생. 만세바시 와타루랑 닮았다. 나중에 3학년으로 진급한다. 2학년 헤반시절에는 7번이였다.
호노이 슌
순간급우. 2학년 헤반에서 이었으나 5월에 전학을 간다. 하지만 한번도 학교에 나오지 않아 전학가고 나서야 다른 학생들은 그가 반에 있었음을 알게된다.
사토시
대상 가이즈중 한명. 안경을 썼다.
카즈노리
대상 가이즈중 한명. 앞머리가 꼬불꼬불하다.
미키오
대상 가이즈중 한명. 통통하다.
메루메루 팬클럽 회원들
학교에서 공식으로 인정한 작중 등장인물 메루메루의 팬클럽 회원들.
나나마가리
삐침머리부 부부장. 카가 아이와 친한듯 보여 키노 쿠니야의 질투를 산다.
삐침머리 1학년
엄청난 삐침머리를 가지고 있는 남학생. 선배를 협박해서 부(部)내의 분위기를 험악하게 한다.

## 기타 등장인물

### 교직원
아라이 치에
성우 : 야지마 아키코
학교의 카운슬러. 양호 선생님 같은 존재로 이토시키 노조무나 학생들의 상담을 맡고 있는 것으로 나오지만, 등장은 그다지 많지 않다. 직책과는 어울리지 않는 직설적 성격이며, 결벽증이 있는 것 같다. 어렸을 때 아이돌을 꿈꾸고 아직도 그 시절을 잊지못하나, 너무 예쁜 나머지 아이돌보단 모델이나 배우가 되라는 역차별을 받아 되지 못한다.
진로쿠(甚六)선생
성우 : 우에다 요지
겉으로 보기에는 보통 선생님 같지만 등에 야쿠자 문신을 하고 있다. 상당한 체술을 가지고 있으며, 용병시절에 박힌 총알을 빼내고 수수께끼의 제자가 있는 등, 아직은 미지의 인물이다.

### 이토시키 노조무와 관련된 인물
토키타(ときた)
성우 : 우에다 요지
이토시키가를 모시는 늙은 집사. 백발의 나이에도 불구하고 상당한 업무처리 능력과 신체능력을 겸비하고 있으며, 헬리콥터와 오토바이도 조종할줄 안다. 본편에서는 주로 린의 시중을 드는 역할로 출현.
잇큐씨
성우 : 스기타 토모카즈
이토시키 노조무와 옛친구(구인줄 알았지만 사실 입학식때 처음보고 끝나버린 하루친구(1日友), 일본의 구의 약자가 旧임을 이용한 말장난).옛것을 좋아한다. 후우라 카후카에 의해 구성이 없다는 것을 지적당하자 이토시키家 데릴사위로 들어가려고 했다. 엄청나게 강한 운동선수였지만, 너무 강해 시합 출전조차 못하는 역차별을 당한다.
리 나카나오
성우 : 테라사와 타쿠마
이토시키 노조무와 동일한 절망권의 계승자. 절망권의 순도를 유지하기 위해 노조무를 죽이러오나, 소년만화라 2컷만에 동료가 된다. 두르고있는 치마는 스승의 유품. 자신의 물의 기운이 너무 강하여 불의 도구인 플레임 스커트로 억누르고 있다. 리 나카나오라는 이름은 영어식으로하면 나카나오 리 친해진다는 뜻이다.
오토 나리(尾吐菜梨)
성우 : 노나카 아이
이토시키 노조무의 집 근처에서 사는 여대생. 정체는 후우라 카후카가 변장한 것이다.

### 학생들과 관련된 인물
코부시 아비루(小節 あびる)의 아빠
성우 : 나카무라 유이치
코부시 아비루의 아버지. DV(=Domestic Violence, 가정폭력) 의혹을 받고 있으나 실제로는 딸을 무척 아낀다. 코부시 아비루가 모를 정도로 이혼을 했고, 오히려 딸에게 맞은적도 있다.
오토나시 메루(音無 芽留)의 아빠
성우 : 무기 히토
메루메루의 아버지. 메루파파라고 불리며, 메루를 메루메루라고 부른다. 딸을 끔찍히 아껴서, 메루는 불편함을 느낀다. 메루를 욕되게하는 행동을 하면 전신을 녹색으로 칠하거나, 땅에 묻어버리는 등 무서운 벌을 내린다.
페리 씨
성우 : 노무라 켄지
뭐든지 기를 쓰고 열려하는 곤란한 이웃집 외국인. 사실은 페리가 아니다. 일본에 왔을 때 후우라 카후카가 페리와 닮았다고 말해주자, 그때부터 페리의 흉내를 낸것. (애니메이션에는 페리씨와 관련된 뒷이야기가 있는데, 실존인물인 매슈 페리를 희화 시키고 왜곡 시켰다 하여 방송할 수 없는 상황에 처하자, 성우들이 전부 엉터리 대사를 녹음하고 엉터리 자막을 입힘으로써 시나리오를 바꾸지 않고 방영했다.)
키츠 타네 [木津　多祢]
성우 : 시라이시 료코
키츠 치리 집안의 장녀. 본편 내에서는 시가라미 대학의 재학 중. 동생과 정반대로 주변을 어지럽히는 능력의 소유자이다. 어원은 더럽다를 뜻하는 일본어 汚い(키타나이)로 추정된다.
다카시
성우 : 미즈시마 타카히로
츠네츠키 마토이가 노조무를 쫓기전에 쫓아다니던 남자. 본편에선 검은색 머리였으나, 애니메이션에 등장할때는 노란색으로 염색한채로 등장한다.
린의 친구
단행본에만 등장한 린의 친구. 일본도를 들고있으며, 린과 같은 학교 출신으로 예상된다. 단행본 보너스컷에서 길에서 린을 만난다. 애니메이션 3기 오프닝에도 잠깐 등장한다.
옆 건물의 1학년생
성우 : 노나카 아이
2학년 헤반의 옆 건물에서 공부하는 1학년 여학생. 이토시키 노조무에게 러브레터를 건넨다. 정확한 정체는 알 수 없지만 편지에 그려진 꼬리모양 싸인으로 추측하건데 후우라 카후카의 변장이라는 설이 다분하다.

### 실존 인물
사쿠라이 요시코 (樱井良子)
일본의 대표적인 반중, 반북 성향의 여성언론가이다. 매회 본편 어딘가에 등장한다.
아베 씨
본편 어딘가에 "우울한 나라"라는 문구와 함께 숨겨져 있다. 단행본 110화에서 태풍에 휩쓸려 날아가나, 언제부턴가 다시 등장한다.
로젠 아소
매회 본편 어딘가에서 책을 읽고있다.
이시바 씨
일본 자민당 소속 중의원. 작품내 곳곳에 등장하고 있다.
하타 군
성우 : 하타 켄지로
쿠메타 코지의 제자이며, 하야테처럼!의 작가 애니메이션 특별편 및 본편 일부분에 등장.
김정일
쿠사나기 츠요시

### 카메오
만화가
성우 : 카미야 히로시
여기서 나오는 만화가란 당연 쿠메타 코지(久米田康治).
MAEDAX
성우 : MAEDAX
쿠메타 코지의 어시스턴트이다.

### 스핀오프

#### 이야본 전사 리리큐어
킷치리
마법보다 삽 기술이 뛰어나다. 깐깐한 성격상 어정쩡한 적을 제일 싫어한다. 잔챙이는 기본적으로 무시. 보스급의 적만 상대한다. 초 권선징악 주의. 싫어하는 것은 백야.
카후카
마법보다 고마운 능력을 가진 소녀. 매혹적인 노래와 춤으로 악마퇴치를 외치면 온갖 잡귀도 한방에 끝. 머리핀을 빼면 무슨 일이 생길것 같다.
메루
마법보다 휴대전화를 이용한 정신적인 공격이 특기. 전파가 닿지 않는 곳에서는 아무것도 못한다.
후츠우
보통 소녀. 일반인인데 항상 적의 덫에 걸려 이야기가 시작되는 계기를 만든다. 동경하는 사람은 카메라맨.

#### 마법의 레시피 ~ 파티에게 맡겨!
시에 파티
사립 아마아지 초등학교 4학년. 이름은 파티시에에서 따왔다.
하카타 솔트
사립 아마아지 초등학교 4학년. 단것을 싫어한다.

#### 못써! 카에레 선생
우스이 타이키(うすい たいき)
본편의 등장인물 우스이 카게로의 동생. 고교입시를 앞두고 있다.

#### 이토시키 노조무의 과거
네거티 브(部) 부원들
단행본 16권의 부록에 등장하는 이토시키 노조무의 고교 선배들. 노조무의 사상 및 사고방식에 크나큰 영향을 끼친걸로 추측된다. 애니메이션 OAD에도 등장한다.

#### 프린세스
245화에 등장하는 수수깨끼의 공주들. 일본의 의약품 이름에서 이름은 따온것으로 추정된다.
포라기놀라 공주
본편의 등장인물 세키우츠 마리아 타로를 닮은 공주. 하른케어 국왕의 딸이다.
탐친키 공주
본편의 등장인물 히토 나미를 닮은 공주. 델리케어 국왕의 딸이다.
리업피 공주
본편의 등장인물 코부시 아비루를 닮은 공주.
수수깨기의 공주
본편의 등장인물 후우라 카후카를 닮은 공주. 변장이 아닌 실제로 닮은 공주로 추정된다.

#### 일곱☆나물!
248화에서 이토시키 노조무의 환각에 의해 나타난 7명의 풀잎 정령들. 일본 전통음식인 칠초죽에 들어가는 일곱개의 나물이 모에 캐릭터화 된 것. 대한민국 단행본에서는 마법소녀 마기카☆마도카의 패러디로 적혀있지만, 음절과 느낌표로 볼때 러키☆스타!의 패러디로 추정된다. 글씨체는 케이온. 248화의 표지도 러키스타의 패러디.
미나리
미나리의 정령. 본편의 등장인물인 후우라 카후카와 닮았다.
냉이
냉이의 정령. 본편의 등장인물인 코부시 아비루와 닮았다.
쑥
쑥의 정령. 본편의 등장인물인 카가 아이와 닮았다. 하지만 한국판 정발에만 쑥이라고 적혀있을뿐, 실제로는 떡쑥이다. 또한 쑥과 떡쑥은 엄연히 다른 식물이다.
별꽃
별꽃의 정령. 본편의 등장인물인 네즈 미코와 닮았다.
광대나물
광대나물의 정령. 본편의 등장인물인 마루우치 쇼코와 닮았다.
순무
순무의 정령. 본편의 등장인물인 오쿠사 마나미와 닮았다.
무청, 무잎
무의 정령. 본편의 등장인물인 히토 나미와 닮았다.
큰개불알풀 (봄까치꽃)
큰개불알풀의 정령. 본편의 등장인물인 키츠 치리를 닮았다.

### 그 외
동장군 [冬將軍]
성우 : 타치키 후미히코
冬將軍(후유쇼군). 겨울이 따뜻해져 동장군을 그만두고 다른 것을 해보고싶다는 장군으로, 여러 가지 장군일을 구하려고 한다. 장군보다 황제펭귄의 권능이 더 높다.
낭랑
모국의 미녀 스파이. 일본에 잠입하여 정보를 빼내오고 거짓정보를 퍼뜨리는 역할을 한다. 또한, 미인계로 고관들을 홀리는게 주특기이며 OAD에서는 베이징 올림픽을 통해 이 설정을 풀어내고 있다. 본편에서는 후반부로 갈수록, 이토시키 노조무의 근처에 자주 나타난다.
키요히코(きよ彦)
성우 : 오쓰키 겐지
매거진 드래곤에 실린 단편 키요히코의 밤의 주인공. 본편 단행본 12권 앞표지, 애니메이션 3기 13화 D파트에 등장한다. 매회 본편 어딘가에 숨어있다.
이토시키 치루
희귀한 성으로 인해 이토시키 노조무와 친척관계가 아니냐는 오해를 산다. 실제로는 모르는 사이. 첫 등장 후 본편내에 가끔 숨어있다.
이토시키 메츠(滅)
희귀한 성으로 인해 이토시키 노조무와 친척관계가 아니냐는 오해를 산다. 이토시키 치루랑 똑같이 생겼으나, 첫 등장 이후로 등장하지 않는다.
후쿠로 코지
실망관광의 사원. 늘 이토시키 노조무와 그의 학생들에게 뒷통수를 맞는다.
전권까지의 줄거리
성우 : 사이토 치와
단행본에 실린 전권까지의 줄거리를 읽는다. 실제로는 본편 스토리와는 전혀 관계없다.
아가씨
원작에만 등장한 바쁜 아가씨. 입 옆에 점이있다. 첫 등장은 도큐핸즈의 점원이였으나, 이토시키 노조무를 만난이후로 그만두고 다른 직업을 전전하고 있다. 한국판 단행본 22권 기준으로는, 현재 아이돌 그룹 AKaBane84의 멤버중 한명이다.
고지키 타쿠
코이시카와 구청에 근무하고 있는 일만들어 과 과장 보좌역. 나사를 세거나 코부시 아비루를 납치하는등 쓸데없는 일을 만들기 위해 혈안이 되어있다.
쿠지 하지메
코이시카와 구청에 근무하고 있는 일만들어 과 과장 대리. 나사를 세거나 코부시 아비루를 납치하는등 쓸데없는 일을 만들기 위해 혈안이 되어있다. 퇴근시간을 철저하게 지킨다.
네바타 철물점 점주 아저씨
골든 긴자 상가의 네바타 철물점의 점주아저씨. 달력을 만들어서 나눠주는등 평소에는 착한성격인것 같지만, 철물점 하기 딱좋은 인상이라는 말을들으면 화낸다.
사바에
안경전문점 안경도락의 점장.
아파트 단지의 아줌마
모든것을 알고있는 아줌마. 우주의 진리도 알고있다.
지큐씨
타임패트롤. 시간강도와 도둑들을 쫓고있다. 경찰에 잡혀간다.
시타미사 주지스님
교토의 있는 절 시타미사(寺)의 주지스님. 소심쟁이라 뭐든 맛보기에서 끝낸다.
코모리 키리의 오빠
코모리 키리의 히키코모리 오빠. 하지만 코모리 본인은 인정하고 있지 않는다.
이가라시
옛 고등학교의 야구부의 기대주이자 에이스. 기대에 부응하지 못해 강에 몸을던저 죽고 망령이 되었다.
타니구치
이가라시의 친구. 사실 이가라시에게 기대하지 않았다.
9명뿐인 야구부
인원이 9명뿐이라 한명이 부상당해 출전하지 못하게 되자, 후지요시 하루미에게 부탁한다. 말을건 친구는 하루미의 친구랑 닮았다.
토다나 츠우코
과감하고도 수려한 번역으로 유명한 번역가. 특히 아프리카의 작은나라에서 인기가 좋다.
규율 위원
보통사람보다 거대한 몸집을 가진 학생. 암묵의 룰을 어긴 학생들에게 벌을준다.
독신 귀족
마나미의 후원자. 마나미 관련 상품을 구입하는데 한번에 100~200만엔을 들일정도로 자금이 풍부하다.
마리아 세르지오
(1775~1809) 18세기 스페인을 대표하는 동정화가. 동정을 계속 그렸고, 본인도 동정인 채 생을 마감했다. 100점이 넘는 동정회화를 남겼다. 대표작은 《마지막 동정》, 《동정의 외침》등이 있다.
에드워드 고리

### 이스터 에그
매회 본편 어딘가에 등장하는 사람이외의 것들.
우로펭
성우 : 야지마 아키코
작품내에 나오는 펭귄. 작가가 말하기를 작품내에서 가장 인기있는 캐릭터. 첫등장은 희미한 기억을 더듬어가며 그린 황제펭귄이였으나, 거의 작품내 마스코트격인 캐릭터로 승격한다. 라이벌은 와루펭이며, 애니메이션판에서는 이토시키 노조무의 집에서 살고있는 듯 하다. 세대주명은 우로오보에 펭타로 연령은 2011년 현재 6살.
봉개
엉덩이에 막대가 꽂혀져있는 불쌍한 강아지. 거의 모든 본편에 등장한다.
황새
작품내에서 갓난 아이를 물고 날아가는 황새. 애니메이션에서는 비행기 효과음과 같이 등장한다.
고양이형 로봇
본편 후반부에 등장하는 원자재비를 너무 절감한 로봇. 도라에몽의 패러디이나 원판이 거의 남아있지 않다.
재미 스티커
본편내에서 붙이면 재미있어진다고 알려진 스티커. 첫 등장 에피소드 이후로 이스터에그식으로 본편 어딘가에 숨어있다.
사노스케
작품내에 등장하는 다양한 색의 기묘한 인형. 원래 유래는 제멋대로 카이조의 카츠 카이조의 여자친구 나토리 우미가 늘 찢던 인형이였으나, 본편내에서는 키츠 치리가 자주 사용한다. 히토 나미의 방에도 한 개 있다.
고학력 비둘기
작품내의 등장하는 높은 지식을 가진 비둘기. 원래는 평범한 비둘기였으나 인간들이 뿌린 콩알지식을 많이 먹고 높은 지능을 가지게 된다. 이토시키 노조무의 총 맞은 듯한 표정에 의해 격퇴되나, 본편 내에서 계속 몇마리가 보인다.

## 제멋대로 카이조내의 등장인물
작품내에 작가의 전작인 제멋대로 카이조의 등장인물이 곳곳에 숨어있다.
카츠 카이조(勝改蔵)
제멋대로 카이조의 주인공이다. 고등학생이지만, 본편 내에서의 첫등장은 중학교이다. 애니메이션에서도 이스터에그로 등장한다.
나토리 우미(名取羽美)
제멋대로 카이조의 히로인. 카츠 카이조와 같이 고등학생이지만, 중학교에서 첫등장을 맡는다.
츠보우치 치탄(坪内地丹)
성우 : 사이토 치와
제멋대로 카이조에 등장하는 고교생. 작품 내 곳곳에 이스터에그식으로 숨겨져있으며, 애니메이션 본편과 OAD에서도 등장한다.
칸자키 미치코(神崎美智子)
제멋대로 카이조에 등장하는 오타쿠 여고생. 후지요시 하루미 관련 이야기에 이스터에그로 숨겨져있고, 이름언급이 자주나온다. 후지요시 하루미를 만화쪽으로 끌어들인 장본인이다.
다나카 요코(田中陽子)
제멋대로 카이조에서 나토리 우미에 의해 벽에 묻혀진 여고생. 본편 내에서 7년만에 정체가 밝혀진다. 시가라미 대학 영문학과 2학년
루이
성우 :
제멋대로 카이조에 등장하는 전 천재학원 멋내기 선생인, 밀라노 마리오의 쌍둥이 동생. 키노 쿠니야가 동경하는 옷가게 주인이며, 노조무와는 구면이다.

## 신
작가가 만들어낸 신들. 총 81명이며, 매회 본편 어딘가에 등장한다(105화 이후로는, 매거진에서만 등장하고 단행본에 실릴때는 삭제된다). 이름은 한국 단행본에 기준이다(역자 : 설은미).
1. 견신
2. 신컵
3. 주머니신
4. 신도락
5. 커밍아웃신
6. 신구슨
7. 해피먼데이신
8. 수줍으신
9. 코신
10. 시차(時差)의신
11. 패배의신
12. 건드리지 않는신
본편 내의 등장하는 건드리지 않는 신이다. 규제되거나 지탄받기 쉬운소재를 건드리지 않는 새가슴 신.
13. 하미신
14. 수(手)신
15. 선택의 신
16. 데몬
17. 약(藥)신
18. 단단신
19. 투표의 신
20. 배신
21. TP왕
22. 견(見)신
23. 다툼의 신
24. 주아신
25. 콩그레추레이신
26. 나몰라신
27. 랏신
28. 블루마(魔)
29. 묘신
30. 신노$(달러)
31. 갓앤드
32. 도쿄특허하신
33. 서프번개 신
34. 또하나 신
35. 몽신도
36. 스파이하이
37. 미각
38. 대신
39. 아게아신
40. 덜컹신
41. 리후신
42. 삼박신
43. 닭살신
후우라 카후카가 주장한 후지요시 하루미의 창조주.
44. 바르볼라 3세
떡고물을 관장하는 신.후우라 카후카가 주장한 키츠 치리의 창조주이며, 본편 내 곳곳에 숨어있다.
45. 스왓신
46. 막올라옴새
47. 자주
48. 우울 라이트 요코하마 해변의 대마신
49. 곡신
후우라 카후카가 주장한 이토시키 노조무의 창조주.
50. 신시
51. 카타야마신고
52. 실(失)신
한국판 단행본에는 오타로 53번째 신으로 표시되어있다.
53. 막과자신
한국판 단행본에는 오타로 54번째 신으로 표시되어있다.
54. 파이널앤서 신
55. 무릎 꿇기의 신
56. 캐치프레신
57. 넘어짐신 여왕
58. 달걀신
59. 잠꼬대신
60. 38도신
61. 질투신
레어 신
62. 안(安)신
63. 결정 신
64. 나는 죽지 않아 신
65. 무관신
66. 인플루엔신
67. 알베르갓뮈
68. 헛수고 신
69. 대리신
70. 자이언도(徒)
71. 광속통신
72. 오(汚)신
73. 맨투맨디펜신
74. 수영복에흥미진신
75. 섬머벤케이신
76. 보츠코정
77. 투궁만두
78. 급(急)신
79. 작은미신
80. 될대로되령(靈)
81. 레가신